# 아리랑 아리랑 아라리요
《아리랑 아리랑 아라리요》는 1981년 1월 29일에 방영된 KBS TV 문학관이다. 이 작품이 KBS 2TV에서 방영된 마지막 KBS TV 문학관이며, 이후 방영일자를 토요일로, 방영채널을 KBS 1TV로 옮겨 방영되었다.

## 줄거리
일제강점기를 배경으로, 가난하고 무식한 어느 뱃사공을 중심으로 그 주변 인물들의 한많은 숙명을 그렸다.

## 출연
- 신구 : 뱃사공 역
- 이경진
- 황치훈 : 점례의 의붓동생 역
- 이기선 : 점례 역
- 김진해
- 한정국
- 김흥기
- 김성환
- 허옥숙
- 민욱
- 허진 : 뱃사공의 아내 역
- 이성웅
- 정재순
- 박용식 : 순사 역
- 박규식
- 유순철
- 홍영자
- 박현정
- 한경수
- 최창호
- 반문섭
- 김동완
- 오중훈
- 조재훈
- 임영식
- 오갑순 (민속예술연구원)